# Fairway Rock
Fairway Rock egy apró, 0,3 km2 területű sziget a Bering-szorosban 30 km-re nyugatra a Prince of Wales-foktól és 15 km-re délkeletre a Kis-Diomede-szigettől. Nagyjából kör alakú, átmérője kb. 300 méter. Az Amerikai Egyesült Államok Alaszka államának része.
Az európaiak számára James Cook fedezte fel 1778-ban, bár lehetséges, hogy korábban már más utazók is megpillantották. Nevét az angol Frederick Beecheytől kapta 1826-ban. Az eszkimók már évszázadok óta látogatják az itt fészkelő madarak tojásai miatt, de állandó lakosai sosem voltak. Az év során itt fészkelő madárkolóniák összlétszáma a 35 ezret is meghaladhatja.
Az Amerikai Egyesült Államok Haditengerészete az 1960-as évektől az 1990-es évekig környezeti megfigyelő műszereket működtetett a sziget melletti vizekben, amelyeket egy radioizotópos termoelektromos generátor látott el árammal.

## Földrajza
Akárcsak a Diomede-szigetek, Fairway Rock is egy gránittömb, amely a Bering-szoros létrejötte előtti glaciális mozgásoknak ellen tudott állni, és egy helyben maradt. A szikla meredek falai 163 méterrel emelkednek a tengerszint föle.
A sziget körül a Bering-szoros vize 50 méter mély. Az óceáni áramlat tőle nyugatra mért sebessége a szorosban előforduló egyik legalacsonyabb érték. A Fairway Rocktól északra lévő áramlatokban Kármán-féle örvénysor keletkezik.

## Növény- és állatvilága
A szigeten legalább 25 ezer alkaféle (főként bóbitás és törpealkák) és mintegy 10 ezer más tengeri madár él.
Az évszázadok során a környéken élő eszkimók minden tavasszal meglátogatták a szigetet, hogy lumma tojásokat gyűjtsenek. Carol Zane Jolles (University of Washington) antropológus beszámója szerint egyesek még ma is folytatják a hagyományt.
1925-ben Alfred M. Bailey a sziklafalakon fészkelő kontyos és szarvas lundákat, papagájalkákat és vastagcsőrű lummákat figyelt meg. 1960-ban Kis-Diomede-ről átlátogató eszkimók egy az ő szigetükön fészkelőnél is nagyobb jeges sirály kolóniát találtak Fairway Rockon.
Lehetséges, hogy a szigeten a veszélyeztetett Steller-oroszlánfóka példányai is előfordulnak.

## Történelme

### Felfedezése
A közeli Diomede-szigeteket Szemjon Ivanovics Gyezsnyov fedezte fel 1648-ban, majd Vitus Bering nevezte el 1725-ben. Nem tudjuk, hogy ez a két első expedíció megpillantotta-e Fairway Rockot.
1732 augusztusában az Ivan Fjodorov irányítása alatt hajózó Sviatoi Gavriil (Szent Gábriel) hajó, fedélzetén Mihail Gvozsdev földmérővel a Diomede-szigetektől a Prince of Wales-fok közelébe hajózott, ahol megállapították, hogy nem egy szigetre, hanem egy jóval nagyobb földdarabra találtak. Elképzelhető, hogy útközben Fairway Rockot is megpillantották, de ennek írásos nyoma nem maradt. Az expedíció 1733-ban visszaküldött hajónaplója és eredeti beszámolója ismeretlen okból nem érkezett meg Szentpétervárra. 1741-ben az Ohotszkban lévő Gvozsdevtől és Skurikin nevű társától az orosz Admiralitás teljeskörű jelentést követelt, akik még abban az évben egy kivonatos beszámolót készítettek, majd 1743-ban – 11 évvel a felfedezőút után – maga Gvozsdev egy részletes szöveget is írt.
Az első európai, akiről biztosan állíthatjuk, hogy megpillantotta a sziklát James Cook volt, aki harmadik utazása során az északnyugati átjárót kutatva behajózott a Bering-szorosba, ahol hajónaplója tanúsága szerint 1778. augusztus 8-án haladt el Fairway Rock és a Diomede-szigetek mellett.
A sziget csak 1826 júliusában kapott nevet Frederick William Beechey angol tengerésztiszttől és geográfustól: „Az egyszerűség kedvéért nevet adtam a szigeteknek. A keletit Fairway Rocknak hívtam, mivel jó támpontot kínált a keleti csatornához, amely a legszélesebb és a legjobb.” A fairway tengerészeti szakszó a legkedvezőbb hajózható útvonalat jelenti a part menti vizeken.
1881 augusztusában a Vrangel-szigetre tartó Corwin is elhaladt a Fairway Rock és a Diomede-szigetek mellett, a fedélzeten lévő John Muir is említi őket az utazásról írt könyvében.

### Tudományos és katonai mérőállomások

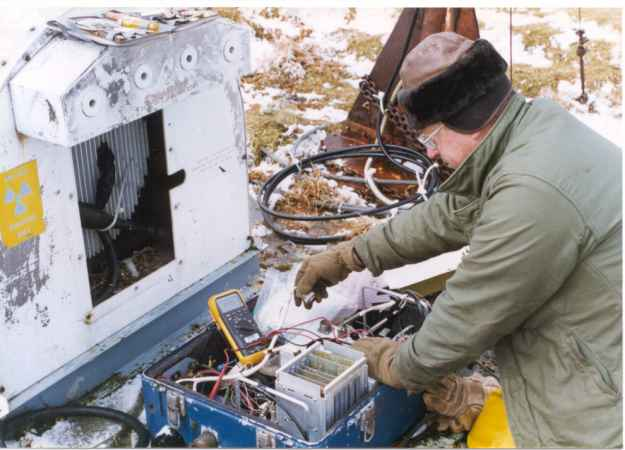
A szigetre telepített radioizotópos termoelektromos generátor karbantartása

1964-ben az Egyesült Államok Parti Őrségének jégtörője, az USCGC Northwind egy önműködő oceanográfiai állomást telepített a sziklára, amely a Bering-szoros áramlatairól rögzített információkat.
A hidegháború során az Egyesült Államok Haditengerészete a Fairway Rock melletti tengerfenéken a víz tulajdonságait és mozgását mérő, valamint a szovjet tengeralattjárók mozgását észlelő műszereket helyezett el. Ezeket kezdetben egy propánnal hajtott generátor látta el árammal, amely a téli hónapokban működésképtelen volt. 1966. augusztus 11-én a Haditengerészet egy radioizotópos termoelektromos generátort (RTG) telepített a szigetre, a vízszint alá. A 90Sr izotópot használó Sentinel (LCG) – 25A jelű 001 sorozatszámú modellt a Martin Marietta cég gyártotta. 110 kilocurie sugárzást bocsátott ki, elektromos teljesítménye 25, hőteljesítménye 740 watt volt. A Fairway Rock-i volt az amerikai kormány által használt első felügyelet nélkül működő RTG, amelyet egy civil vállalat készített.
1981-ben két további RTG-t is telepítettek Fairway Rockra. A három generátort 1995-ben távolították el.

## A művészetben
Ron Senungetuk Fairway Rock című tíz képből álló falfestménye a fairbanksi bíróság Jay Rabinowitzról elnevezett épületében a Bering-szoros állatainak vándorlását ábrázolja.

## Fordítás
- Ez a szócikk részben vagy egészben  a   Fairway Rock című angol Wikipédia-szócikk ezen változatának fordításán alapul.  Az eredeti cikk szerkesztőit annak laptörténete sorolja fel. Ez a jelzés csupán a megfogalmazás eredetét és a szerzői jogokat jelzi, nem szolgál a cikkben szereplő információk forrásmegjelöléseként.